# Sperchiáda
Sperchiáda, en grec moderne : Σπερχειάδα, est un village et un district communal (el), dans le district régional de Phthiotide, en Grèce-Centrale. Depuis 2010, il est fusionné au sein du dème de Makrakómi.
Selon le recensement de 2011, la population du district communal s'élève à 7 680 habitants tandis que celle du village compte 2 691 habitants.